# جیک سفلی
جیک سفلی یک روستا در ایران است که در دهستان نهارجان شهرستان سربیشه واقع شده‌است. جیک سفلی ۷۰ نفر جمعیت دارد.